# Liễu Như Thị

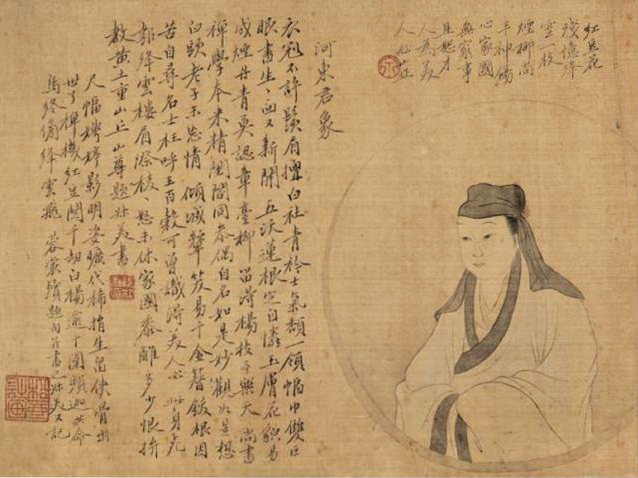
Liễu Như Thị.

Liễu Như Thị (chữ Hán: 柳如是; 1618 - 1664), nguyên danh Dương Ái (楊愛), sau cải danh Liễu Ẩn (柳隱), biểu tự Như Thị, hiệu Hà Đông quân (河東君), Mi Vu quân (蘼蕪君), là một kỹ nữ tài hoa cuối thời nhà Minh và đầu thời nhà Thanh.
Nàng là một trong Tần Hoài bát diễm hay còn gọi là  Kim Lăng bát diễm (金陵八艷) thời Minh mạt, gồm có: Mã Tương Lan, Biện Ngọc Kinh, Lý Hương Quân, Liễu Như Thị, Đổng Tiểu Uyển, Cố Hoành Ba, Khấu Bạch Môn, Trần Viên Viên.
Trong đó, Liễu Như Thị tài mạo xuất chúng, là người được đánh giá đứng đầu Tần Hoài bát diễm.

## Tiểu sử
Liễu Như Thị người Gia Hưng, Chiết Giang, sinh vào năm Vạn Lịch thứ 46 (1618), không ai rõ thân thế bà ra sao, chỉ biết khoảng khi năm Liễu Như Thị được 10 tuổi, bà được danh kỹ Giang Nam là Từ Phật (徐佛) thu dưỡng. Cuốn Hà Đông quân truyện của Thẩm Cù (沈虬) nói rằng:"Biết thư thiện thơ luật, phân đề bộ vận, khuynh khắc lập liền; sử sự hài đối, lão túc không bằng.".
Nhân khi đọc Hạ tân lang của Tân Khứ Tật nhà Tống, có đoạn:"Ta thấy thanh sơn nhiều vũ mị, liêu thanh sơn thấy ta ứng như thị", nên lấy biểu tự là [Như Thị; 如是].
Năm Sùng Trinh thứ 5 (1632), Liễu Như Thị được đưa làm thị thiếp của một đại học sĩ họ Chu. Họ Chu vốn là văn nhân, dạy Như Thị nào thi thơ, lễ nghĩa. Sau khi Chu mỗ chết, Liễu Như Thị bị vợ bé khác hành hạ, sau đó đành phải trở lại nghề ca kỹ. Bà lưu lạc đến Tùng Giang, lại cải danh Ảnh Liên (影怜), mặc nam trang kết giao với nhiều thi xã trong vùng.
Liễu Như Thị nổi tiếng Tần Hoài, là dung mạo phi phàm, thiên sinh lệ chất, thi họa song tuyệt, mỹ diễm tuyệt luân, tài văn chương hơn người, do đó nàng hay kết giao với tao nhân mặc khách. Trong một quãng thời gian, nàng cùng Lý Đãi Vấn (李待問), Tống Trưng Dư (宋徵輿), Trần Tử Long (陳子龍) đều có qua đoạn tình yêu lãng mạn, nhưng tất cả đều do lễ giáo mà đành dứt tình.
Đặc biệt là với Trần Tử Long thì thời gian dài nhất, cả hai tâm đầu ý hợp, cùng ở với nhau tại căn lầu phía nam Tùng Giang, phú thơ đối nghịch, cho nhau phụ xướng. Về sau, chính thất của Tử Long là Trương thị đến, quấy nhiễu nam lâu, Liễu Như Thị không chịu nhục, bi thiết mà dứt khoát mà rời đi. Tuy thế, Trần Tử Long vẫn lưu luyến nàng, căn cứ Trần Dần Khác dẫn chứng, Trần Tử Long vẫn ba lần bảy lượt truy hỏi tung tích Liễu Như Thị, cho thấy tình cảm của Tử Long không hề qua loa.

## Kết hôn
Năm Sùng Trinh thứ 11 (1638), Liễu Như Thị kết bạn với Thị lang bộ Lễ, Thám hoa Tiền Khiêm Ích, một người hơn Liễu Như Thị tới 36 tuổi. Năm thứ 13 (1640), bà mặc nam trang lại tiếp cận Tiền Khiêm Ích, sau đó Tiền Khiêm Ích đem bà đến một tu viện vắng vẻ, hằng ngày đưa bà dạo phố, ngắm trăng, ngâm thơ. Liễu Như Thị lâu ngày tình ý cảm động, nguyện lấy Tiền Khiêm Ích, cả hai kết hôn vào năm sau (1641).
Tiền Khiêm Ích cùng Liễu Như Thị sống ở Giáng Vân lâu (绛雲樓), ngày ngày đàn ca hạnh phúc, Tiền Khiêm Ích vẫn giữ ấn tượng cũ, gọi bà là [Liễu nho sinh]. Chung sống với nhau, hai người có một đứa con gái.
Minh Tư Tông Sùng Trinh Đế thắt cổ, tàn dư hậu duệ lập ra nhà Nam Minh, Tiền Khiêm Ích lãnh chức Thượng thư bộ Lễ. Sau đó, nhà Thanh nam tiến, Liễu Như Thị khuyên Tiền Khiêm Ích hàng Thanh để nhẫn nhục, ông trầm mặc rồi về Bắc Kinh, làm Thị lang bộ Lễ, kiêm Hàn lâm học sĩ; còn Liễu Như Thị vẫn ở lại Nam Kinh không đi theo.
Khoảng năm Thuận Trị thứ 4 (1647), Tiền Khiêm Ích bị dính liếu mưu phản, bị bắt bỏ ngục. Liễu Như Thị bôn tẩu khắp nơi để cứu Tiền Khiêm Ích, cuối cùng sau một năm thì cả hai đoàn tụ. Tuy Tiền Khiêm Ích làm quan nhà Thanh, nhưng Liễu Như Thị hết sức sốt sắng cho các thế lực phản Thanh phục Minh, do đó đối với hậu thế thì Tiền Khiêm Ích không bị coi là Hán gian như Ngô Tam Quế.
Năm Khang Hi thứ 3 (1664), ngày 4 tháng 5, Tiền Khiêm Ích qua đời. Liễu Như Thị cũng qua đời không lâu sau đó, hưởng thọ 46 tuổi. Bà được táng ở Phật thủy sơn trang (佛水山庄) tại núi Ngu Sơn. Con gái hai người đã gả cho con trai của Biên tu Triệu Ngọc Sâm (赵玉森).